# 쾌락살인
쾌락살인(快樂殺人, lust murder)은 누군가를 죽이는 상황에서 성적 만족감을 느끼고자 하는 사람이 저지른 살인 또는 치사이다. 성도착의 일종으로서 살인성애(erotophonophilia)라고도 한다. "쾌락살인"이라는 용어는 리하르트 폰 크라프트에빙이 1898년 가학성애적 살인에 대해 논하면서 처음 사용했다. 이러한 유형의 살인자는 살인과 함께 성행위를 동반하거나 피해자의 성기를 비롯한 신체를 훼손하는 경향을 보인다. 신체훼손은 대개 피해자가 사망한 이후 이루어진다.

## 대표적인 쾌락살인자
- 앨버트 피시
- 강호순
- 테드 번디
- 존 웨인 게이시
- 헨리 하워드 홈스
- 잭 더 리퍼
- 미야자키 츠토무
- 정남규

## 같이 보기
- 식인
- 네크로필리아
- 사가와 잇세이